# Alfred Hohl

Alfred Hohl (1984)

Alfred Reinhard Hohl (* 28. Juli 1930; † 2004) war ein Schweizer Diplomat, der unter anderem zwischen 1987 und 1991 Botschafter in der Bundesrepublik Deutschland war.

## Leben
Hohl war der Sohn des Diplomaten Reinhard Hohl, der unter anderem zwischen 1948 und 1952 Gesandter in der Tschechoslowakei, von 1952 bis 1954 Gesandter in Japan sowie zuletzt zwischen 1954 und 1958 Gesandter beziehungsweise seit 1957 Botschafter in Österreich war. Er selbst absolvierte ein Studium der Rechtswissenschaften und trat 1963 als Jurist in das Aussenministerium ein, dem Eidgenössischen Politischen Departement. Nachdem er von 1970 bis 1972 Botschaftssekretär an der Botschaft in Thailand war, wurde er 1972 stellvertretender Chef der Sektion West der Abteilung für Politische Angelegenheiten im Politischen Departement. Danach fungierte er zwischen 1973 und 1974 als stellvertretender Chef der von Michael Gelzer geleiteten Politischen Abteilung II der Politischen Direktion des Politischen Departement sowie im Anschluss als Minister an der Botschaft in den USA.
Danach wurde Hohl am 30. März 1978 Nachfolger von René Faessler als Botschafter in der Sowjetunion und war dort bis zum 19. Januar 1982 tätig, woraufhin Karl Fritschi sein Nachfolger wurde. Zugleich war er als Vertreter in der Mongolischen Volksrepublik akkreditiert. Im Anschluss löste er am 1. Januar 1982 Hansjörg Hess als Botschafter in Jugoslawien ab und verblieb dort bis zum 30. September 1987. Sein Nachfolger wurde im Anschluss Pierre-Yves Simonin. Er selbst wiederum trat am 1. September 1987 die Nachfolge von Charles Müller als Botschafter in der Bundesrepublik Deutschland an und übte dieses Amt bis zum 16. November 1991 aus, woraufhin Dieter Eric Chenaux-Repond sein dortiger Nachfolger wurde.
Zuletzt übernahm Hohl am 21. November 1991 als Nachfolger von Gérard Franel den Posten als Botschafter in Griechenland. In dieser Verwendung verblieb er bis zu seinem Eintritt in den Ruhestand am 24. Juli 1995. Sein Nachfolger wurde anschliessend Bernard de Riedmatten.

## Weblink
- Dokumente von und über Hohl, Alfred in der Datenbank Dodis der Diplomatischen Dokumente der Schweiz